# Нгуна
Нгуна (на езика Бислама Nguna) е остров в Тихи океан в архипелага Нови Хебриди, с координати 17°27′00″ ю. ш. 168°22′00″ и. д. / 17.45° ю. ш. 168.366667° и. д.. Той влиза в територията на Република Вануату и съгласно административното деление на страната попада в границите на провинция Шефа. Наред с това Нгуна е включен и в островната група Шеферд. Разположен е в близост до остров Ефате, където се намира и столицата на Вануату - Порт Вила.
Една от забележителностите на Нгуна е загасналият подводен вулкан Норт Вейт.
Сред местното население на Нгуна съществува вярването, че ако на гроба на починалия стопанин се убие и неговото куче, то по пътя към другия свят кучето ще го пази от опасности.